# Anamarija Avbelj
Anamarija Avbelj Janežič, slovenski fotomodel, * 6. april, 1987 ali 1988, Ljubljana
Zmagala je na tekmovanju Miss Universe Slovenije 2008. Študirala je v Celju na Mednarodni fakulteti za družbene in poslovne študije.
Sedela je v žiriji na tekmovanju za Najlepšega Slovenca 2012. Predstavljala je spodnje perilo Lisca kot fotomodel in manekenka.

## Zasebno
Do petega leta je živela v Domžalah, naslednjih pet let je živela v Kamniku, potem pa v Lukovici pri Domžalah. Ima mlajšo sestro. Visoka je 178 centimetrov. Z možem, podjetnikom Klemnom Janežičem, s katerim sta se poročila leta 2019, ima hčer in dva sinova.